# Remigio Fiore Fortezza
Remigio Rosario Fiore Fortezza (Monreale, 6 de junio de 1911-†Palermo, 23 de julio de 1998), conocido como padre Remigio, fue un padre capuchino y físico colombiano de ascendencia italiana.
Fiore Fortezza fue padre de la Orden de los Hermanos Menores Capuchinos, viceprovincial de Colombia occidental y maestro de novicios, doctor en física pura y en farmacología. Fue docente de la Universidad de Nariño durante 20 años, donde dictó las materias de Física, Astronomía y Trigonometría Esférica. Fue jefe del Departamento de Física y Matemáticas de la Universidad de Nariño.
Fiore Fortezza dictó importantes conferencias de Astronomía, Física General y Experimental. Fue amigo de los libros, poseía una importante biblioteca que se conserva en la I. E. M. Maria Goretti y en la biblioteca de la Institución Universitaria CESMAG en San Juan de Pasto,  esta última biblioteca porta su nombre.